# 魯亨蓋里
魯亨蓋里是非洲中部國家盧旺達的城鎮，由北部省負責管轄，位於該國西北部，北毗烏干達，西鄰剛果共和國，是盧旺達火山國家公園的入口處，鎮上機場設施，2002年人口估計約70,525。
1°30′S 29°38′E / 1.500°S 29.633°E